# Cartuja de Jerez de la Frontera
La cartuja de Santa María de la Defensión se encuentra al sur de la ciudad española de Jerez de la Frontera. Es el conjunto monumental de mayor valor artístico de la provincia de Cádiz, en Andalucía. Puede visitarse mediante la solicitud en https://www.cartujadejerez.es. 
Su estilo arquitectónico inicial se corresponde con el gótico tardío y data del siglo XV. Fue declarada Bien de Interés Cultural.
Son de gran interés su portada renacentista, obra de Andrés de Ribera, así como la capilla de Santa María. A destacar la sillería del coro y el retablo mayor, realizado por Juan de Oviedo de la Bandera (1565-1625) que lo realizó para la iglesia de la Merced (Sanlúcar de Barrameda) de donde vino en 1960, y el pequeño claustro gótico, proyectado por Martínez Montañés. En el Museo de Cádiz se conservan varios cuadros de Zurbarán que pertenecieron a esta cartuja.
Las monjas de Belén, de la Asunción de la Virgen, y de san Bruno continuaron la fecunda tarea espiritual y temporal que durante más de cinco siglos llevaron a cabo los padres cartujos, asegurando en los muros de Santa María de la Defensión un remanso de paz a través de la alabanza y la contemplación divinas. En el año 2024 se fueron las últimas Monjas de Belén, dejando la cartuja por el entorno cada vez más poblado y su interés de vivir en soledad y silencio.

## Historia

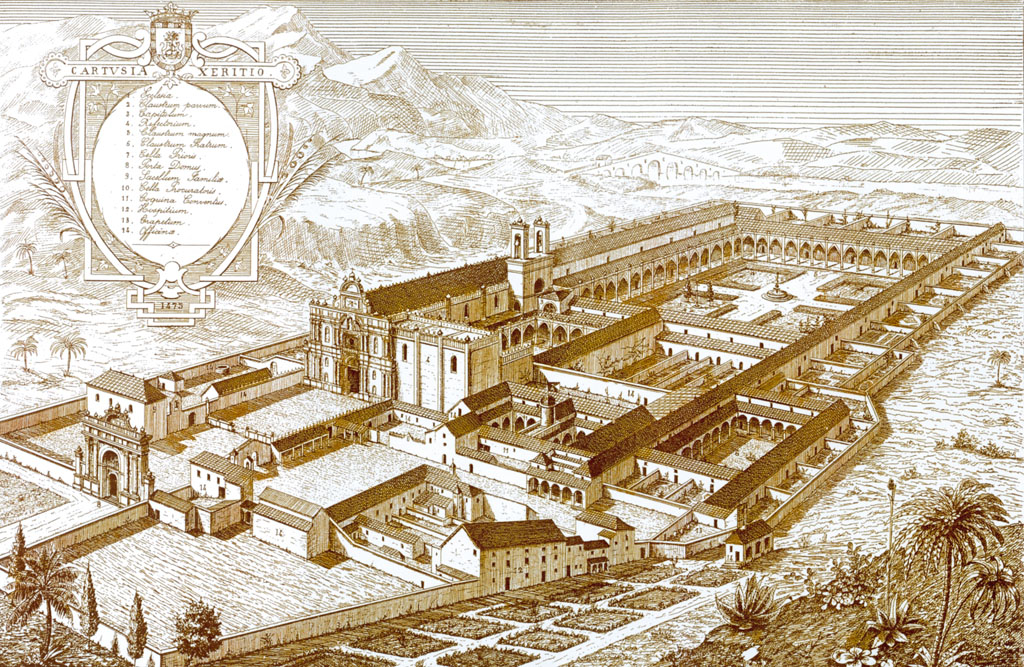
La cartuja del

Su impulso se debe a Álvaro Obertos de Valeto, caballero jerezano de ascendencia genovesa instalado en la ciudad como defensor de la plaza recién reconquistada a los musulmanes por el rey Alfonso X El Sabio en el año 1264, quien, al no tener descendencia destina sus bienes al establecimiento en la ciudad de la Orden Cartujana. En 1475 se decide su ubicación en un lugar cercano al río Guadalete, de especial significado para los jerezanos por haberse librado allí en 1368 la batalla del Salado, según leyenda resuelta favorablemente por la intercesión de la Virgen, a la que se había dedicado una ermita con el nombre de Nuestra Señora de la Defensión, que sería el adoptado también para este monasterio.
En su día contó con cruces repartidas en diversas dependencias del monasterio, aunque hoy en día sólo queda la Cruz de la Defensión en sus jardines.

## Descripción

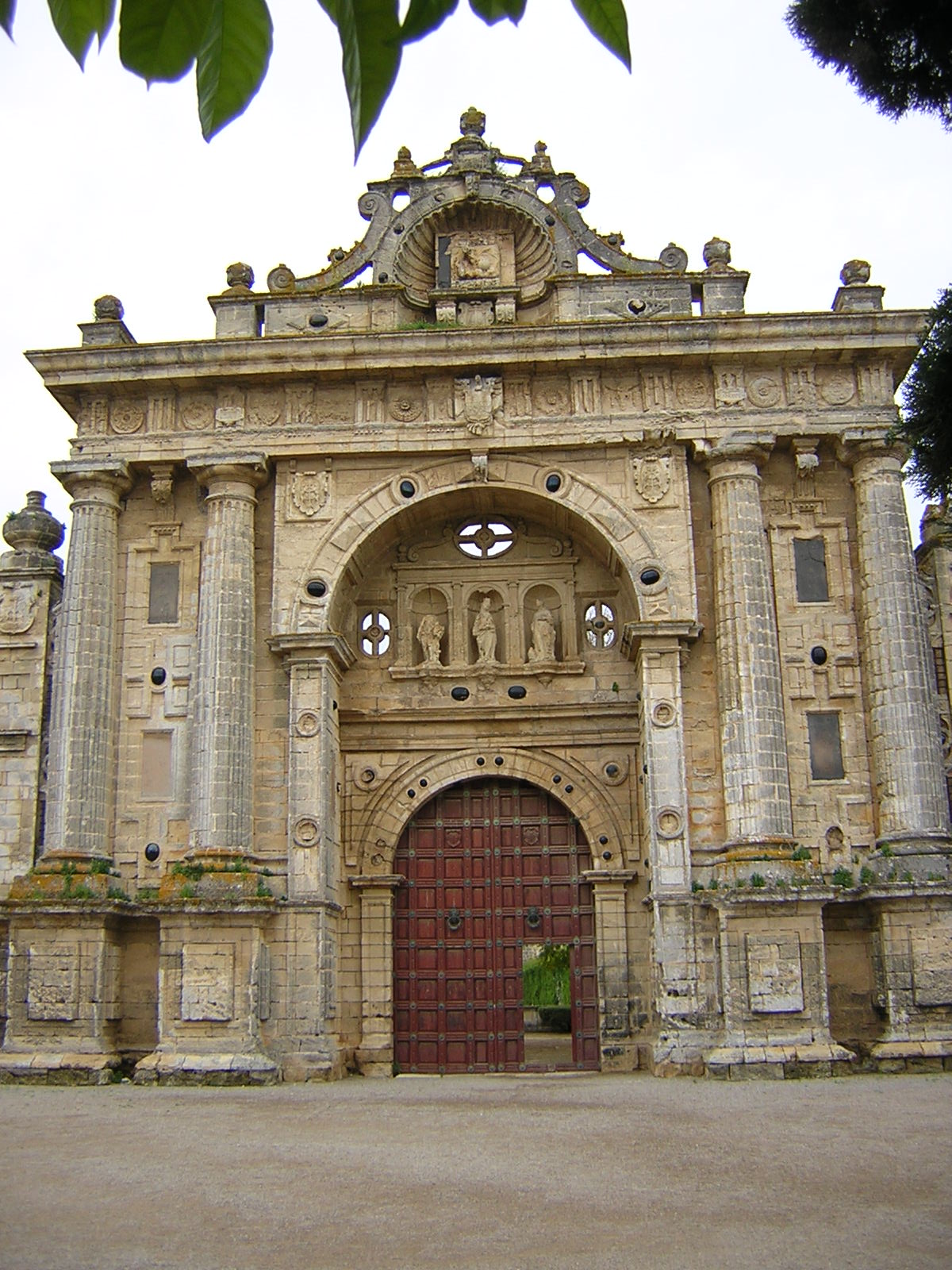
Portada renacentista del Monasterio

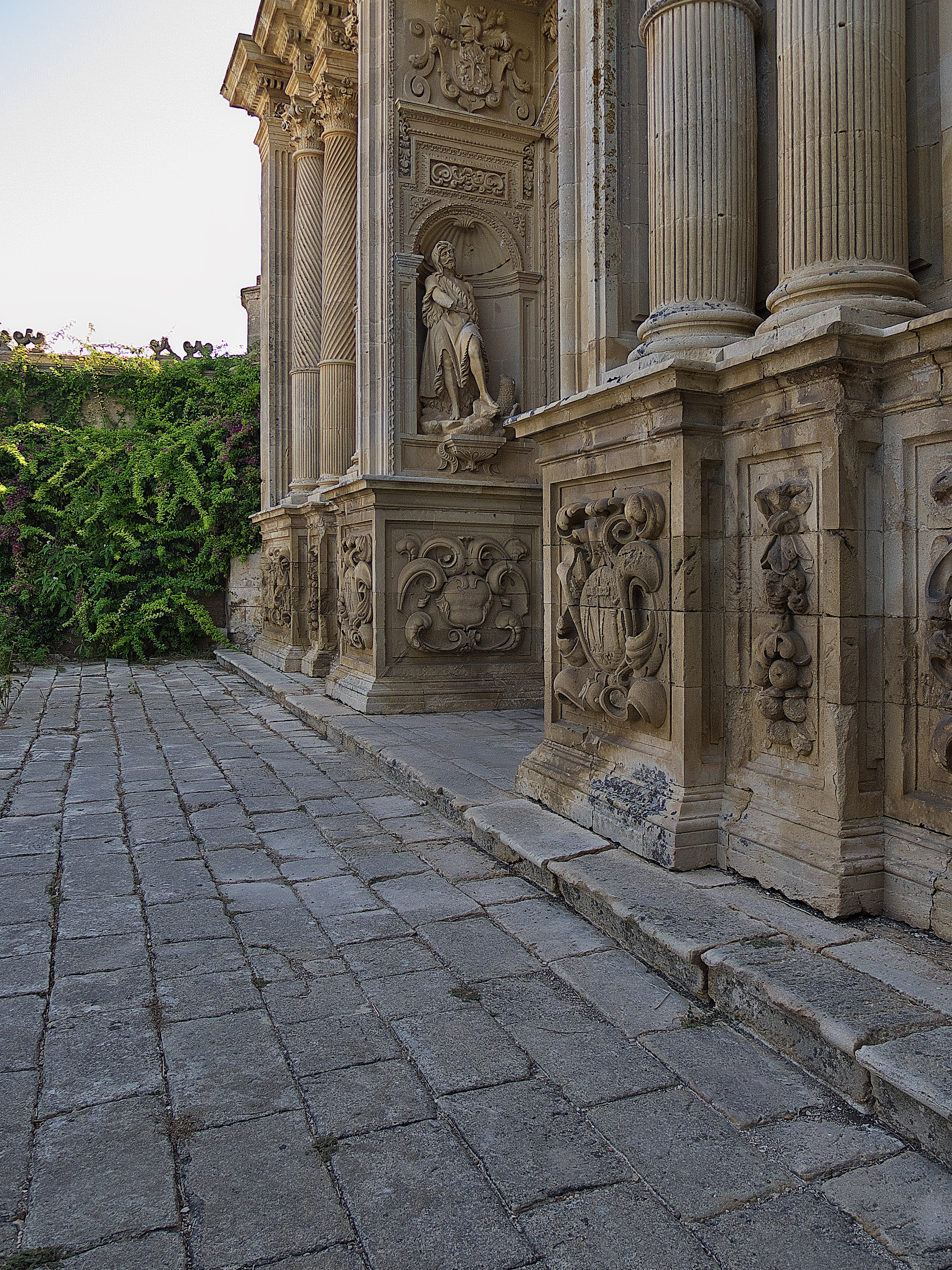
Detalle de la portada de la iglesia

A la entrada del recinto se levantó una amplia portada tetrástila con vano central de medio punto que alberga en un hueco menor dos pesadas hojas de madera tachonadas en bronce. La obra, fechada en 1571 por el arquitecto jerezano Andrés de Ribera responde a los más puros cánones del clasicismo español. Concebido como un gran arco triunfal, está sobriamente compuesto y decorado con escudos, florones, ventanas caladas y semiesferas de cerámica vidriada, configurando un soberbio ejemplo de arquitectura renacentista.
A comienzos del siglo XVII casi se había concluido el proyecto original, emprendiéndose nuevas obras, como la fachada de la iglesia, que levantada entre 1662 y 1667 en claro estilo barroco según trazas del hermano Pedro del Piñar, quien también remata las cresterías de la iglesia y el refectorio, siendo las imágenes de sus nichos obra de Francisco de Gálvez.
Como un verdadero retablo de piedra de tres calles con dos cuerpos y ático, esta fachada está concebida en dos órdenes superpuestos de columnas corintias y entablamentos curvados y partidos, apoyándose el conjunto sobre basamento decorado con escudos y temas florales. La decoración abigarrada de pilastras y frisos, la superposición de jarrones y el airoso remate de un tercer cuerpo superior más reducido, hacen de esta fachada un singular elemento del barroco andaluz.
En su interior merecen destacar la sillería del coro de Padres, magnífica obra de talla de madera finalizada en 1550; la sustitución del antiguo retablo de estilo hispano flamenco por el ejecutado por los mejores artífices de la época: Alejandro de Saavedra, José de Arce y Francisco de Zurbarán, así como el conjunto de tablas pintadas por éste para las paredes del Sagrario, hoy en gran parte en el Museo de Cádiz.
En su subsuelo existen diversas galerías y túneles de función desconocida.

## Destrucción y expolio

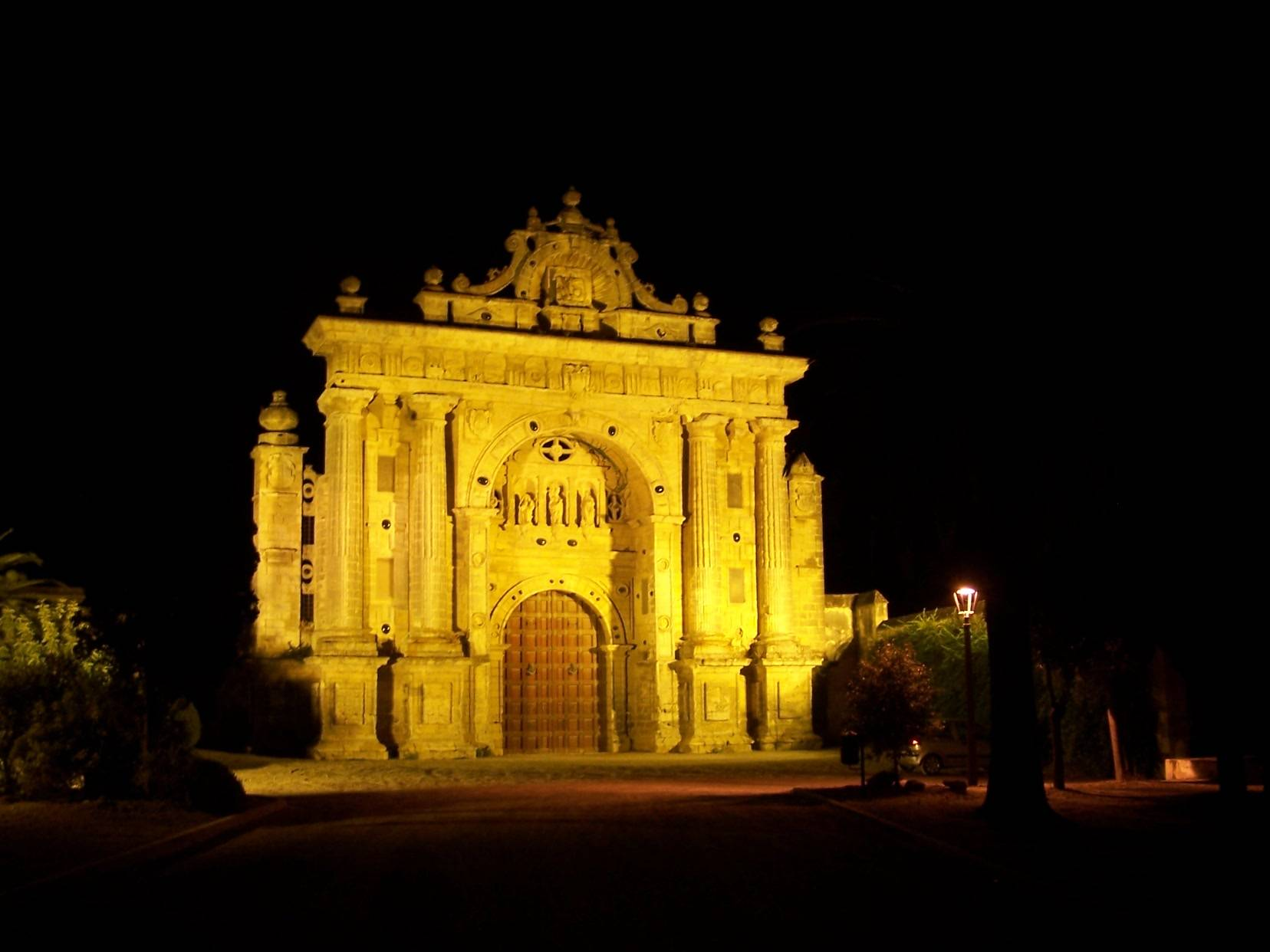
Vista nocturna de la fachada

En 1810 con la invasión francesa se inicia la destrucción del conjunto formado durante los tres siglos anteriores. La proximidad del ejército francés obliga a los monjes a abandonar el monasterio para refugiarse en Cádiz, y cuando regresan lo encuentran desolado y saqueado, con desperfectos importantes, incluso en las edificaciones, destinadas a alojamiento de tropas.
Posteriormente, con la desamortización de Mendizábal, se produjo un expolio de las obras de Zurbarán. En la actualidad, La Apoteosis de san Bruno, unos los pequeños lienzos con los cuatro Evangelistas, San Lorenzo y San Juan Bautista se encuentran en el Museo provincial de Cádiz. En el Metropolitan Museum of Art de Nueva York se halla La batalla de Jerez. En el Museo de Grenoble están La Anunciación, La Circuncisión de Jesús, La Adoración de los Magos y La Adoración de los pastores, mientras que La Virgen del Rosario con dos cartujos se halla en el Museo de Poznan, de Polonia.

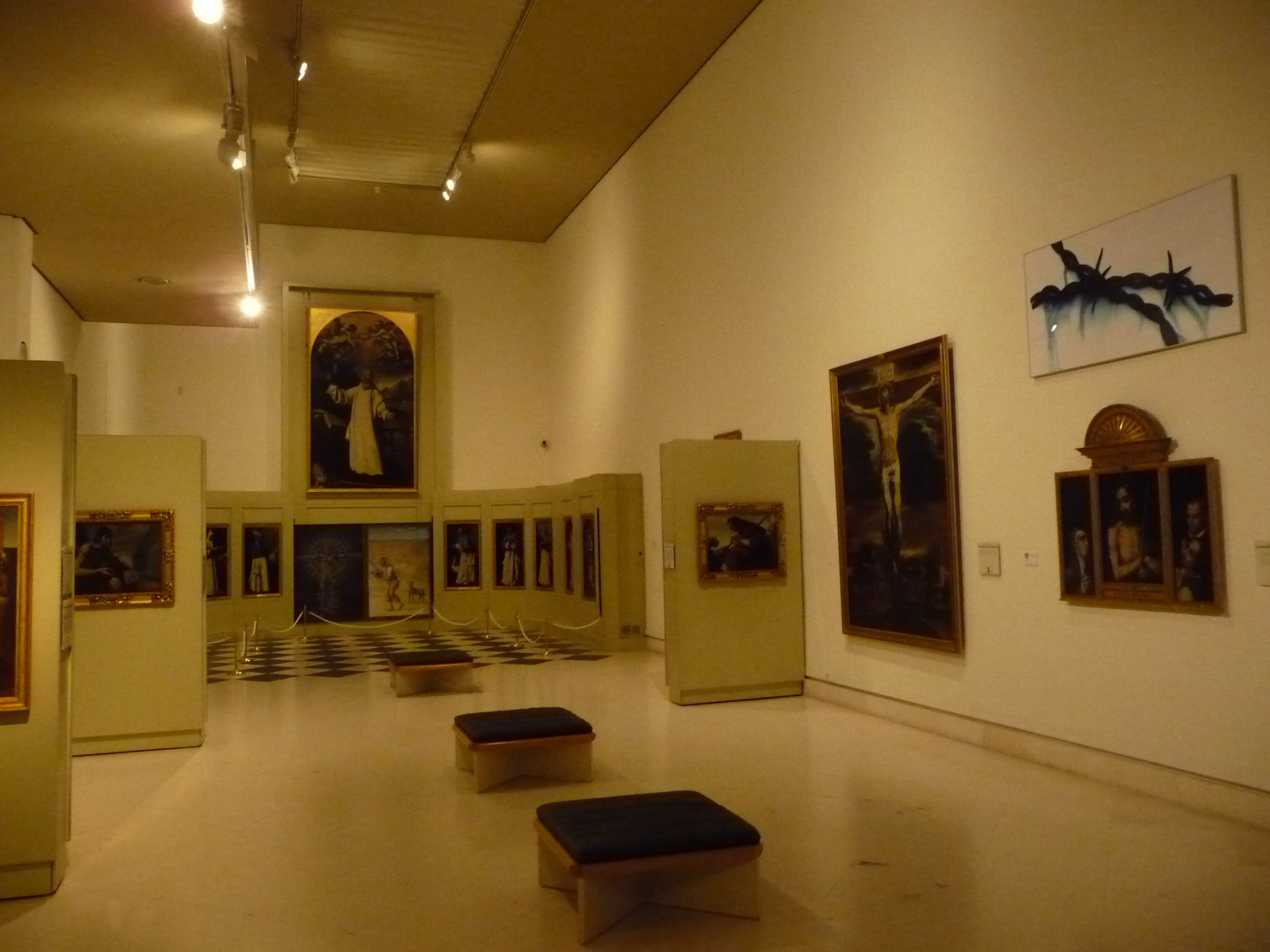
Pinturas, actualmente en el Museo de Cádiz, que Zurbarán realizó para los Cartujos

Igualmente, diversas estructuras exteriores, como la antigua Huerta de la Cartuja, su molino de aceite o el "mirador" (y humilladero) junto al río no pudieron salvarse.

## Actualidad

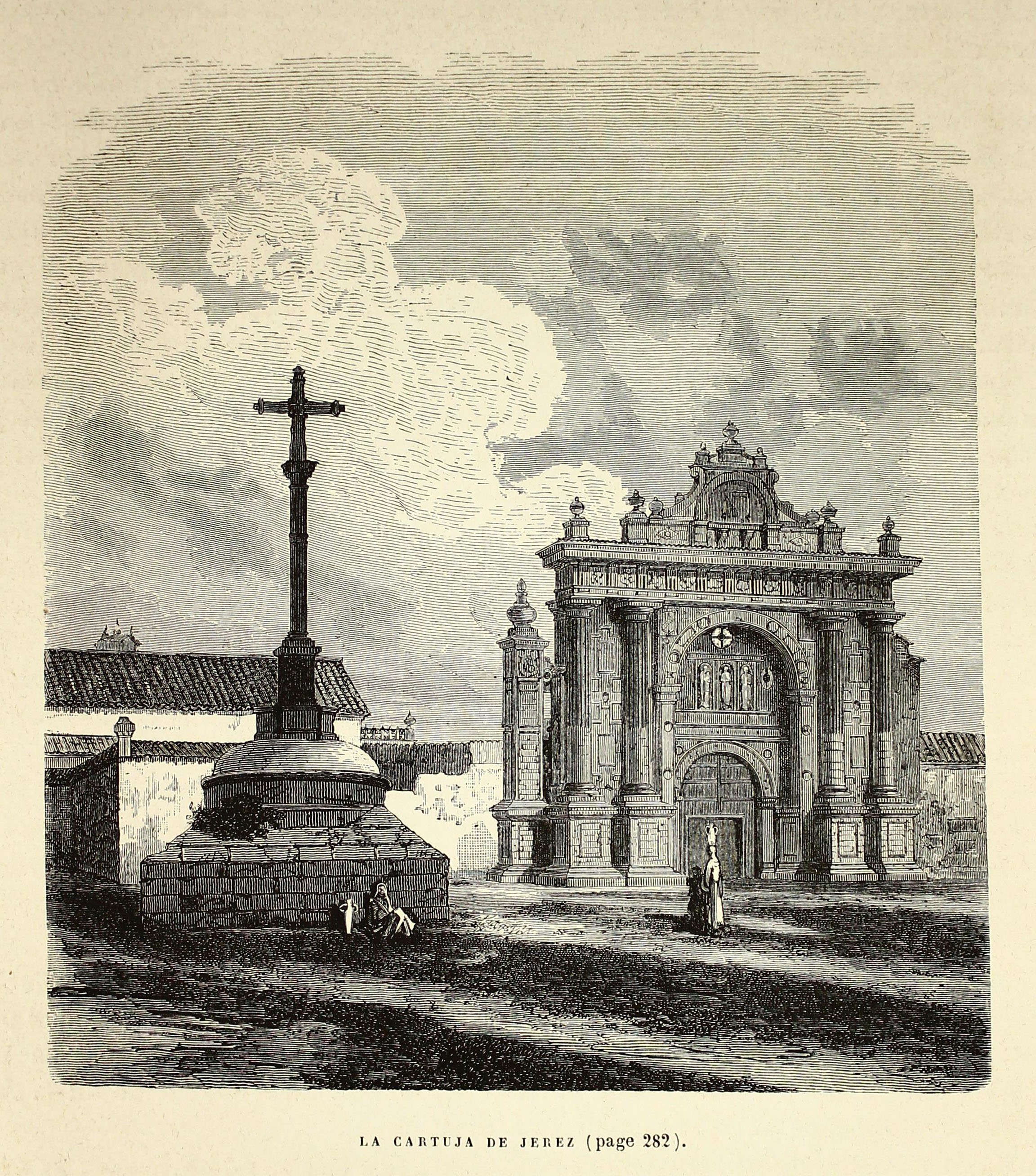
Grabado

En 1835 los hermanos dejaron de vivir en el monasterio, y el monasterio paso a manos del Estado. Restaurado y vuelto a su función y uso original, actualmente se encuentra en buen estado de conservación.  Se trata de un Bien de Interés Cultural y al parecer declarado Monumento Nacional en el año 1856, cuando entonces no serían ni una docena los edificios que habían alcanzado ese rango hasta esa fecha en todo el país. 
En 1937 consta la existencia de un depósito de sementales junto al Monasterio, lo que afectaba negativamente a su conservación. La denuncia del arquitecto Francisco Hernández Rubio y Gómez permitió tomar medidas.
En 1948 volvió la orden cartujana a fundar una comunidad de monjes en Jerez, gracias a la implicación de Manuel María González Gordon, el Cardenal Segura y al prior de la Cartuja de Miraflores en Burgos, de la de donde procedían los primeros monjes. En 2001 la orden abandonó la Cartuja de Jerez, siendo Juan María Moreno de la Cova su último prior.
Las Hermanas de Belén realizan exposiciones y otras actividades más cercanas a su entorno, lo que contrasta con el carácter de los anteriores moradores, los cartujos. En ella se encuentran retablos que estuvieron en la antigua iglesia-conventual de la Merced en Sanlúcar de Barrameda. Las hermanas han custodiado un Lignum Crucis hasta 2015. y elaboraron piezas de artesanía para su venta al público En 2018 se realizan unas Jornadas sobre el monasterio. En 2019 se encontraron restos romanos en el río junto al monasterio. Las monjas de Belén permanecieron en el monasterio hasta  marzo de 2024.
Actualmente existe un Centro de Interpretación del Guadalete cerca del monasterio. Se han iniciado obras para mejora del edificio y catas arqueológicas. El desarrollo de las nuevas infraestructuras de comunicación hace que actualmente se halle en la carretera A-2004, acceso desde la A-381. 